# Svarttjärnen (Torps socken, Medelpad, 693735-152446)
Svarttjärnen är en sjö i Ånge kommun i Medelpad och ingår i Ljungans huvudavrinningsområde.